# Organisation de l’armée secrète
Organisation de l'armée secrète (OAS; den hemmelige hærs organisation) var en kortlivet nationalistisk, højreekstremistisk, fransk, militant undergrundsorganisation. den blev grundlagt i januar 1961 under Algeriets uafhængighedskamp med det formål at forhindre, at Algeriet opnåede uafhængighed. Organisationen blev stiftet af Pierre Lagaillarde, Jean-Jacques Susini og Raoul Salan, sammen med andre medlemmer af den franske hær og tidligere medlemmer af Fremmedlegionen. Organisationen forsøgte flere gange at myrde den franske præsident Charles de Gaulle.
OAS blev dannet ud fra eksisterende netværk, som beregnede sig selv som kontraterrorister, selvforsvarsgrupper eller modstand. Disse grupper havde angrebet FLN, den algierske befrielsesbevægelse, og dennes støtter siden uafhængighedskampens start. OAS blev officielt stiftet i Madrid i januar 1961 af en gruppe franske politikere og officerer som reaktion på den franske folkeafstemning om Algeriet, en afstemning organiseret af Charles de Gaulle tidligere samme måned. 
Efter indgåelsen af Évian aftalen i marts 1962, som garanterede Algeriets uafhængighed og som indledte en udvandring af pied-noirs, franskmænd bosat i Algeriet, indledte OAS en terrorkampagne med attentater og bombesprængninger for at stoppe den politiske proces. Denne kampagne kulminerede med et attentatforsøg på de Gaulle, udført af officeren Jean-Marie Bastien-Thiry i samme år. Jean-Marie Bastien-Thiry blev henrettet i marts 1963. Dette sidste attentatforsøg indgik i romanen Sjakalen fra 1971, filmatiseret i 1973.